# Mouse Davis
Darrel « Mouse » Davis, né le 6 septembre 1932, à Palouse dans l'état de Washington, est un ancien joueur et entraîneur de football américain et de football canadien. Coach aux niveaux secondaire, universitaire et professionnel, ses derniers postes sont avec Jerry Glanville (en) à l'université d'état de Portland et avec June Jones (en) à l'université d'Hawaii à Manoa. Davis est head coach de football à Portland de 1975 à 1980, enregistrant un bilan de 42-24,. Son arrivée en 1982 comme coordonnateur offensif des Argonauts de Toronto de la Ligue canadienne de football, où il met en place son style d'attaque run and shoot (en) inaugure une des périodes les plus fastes de l'équipe.
Davis est également entraîneur-chef du Gold de Denver de la United States Football League (1985), des Knights de New York / New Jersey (en) de la World League of American Football (1991-1992), du Fury de Détroit de la Arena Football League (2001-2002) et du Riptide de San Diego (2003) de l'Af2. 
Natif de Washington, Davis grandit dans l'Oregon, où il commence sa carrière d'entraîneur dans une école secondaire. Davis est maintenant largement considéré comme le « parrain » de l'offensive.